# Bandera de Florencia (Caquetá)
La bandera de Florencia, capital del departamento de Caquetá está compuesta por tres franjas horizontales: verde, blanco y rojo. El verde ocupa la mitad superior de la bandera y representa la riqueza forestal típica del Caquetá y la esperanza de un futuro triunfal en el territorio. El blanco ocupa el tercer cuarto de la bandera y simboliza la claridad matutina, promesa del sol y calor y emblema de paz con que Dios ha bendecido la comarca. El rojo ocupa el cuarto final de la bandera y es muestra del espíritu luchador y ardiente del habitante caqueteño.
El ciudadano Jaime Ortiz fue su creador, al resultar ganador del concurso para la creación de las insignias del municipio, oficializado mediante el Decreto n.º 045 del 14 de mayo de 1964.